# Höfstetter Mühle (Ansbach)
Höfstetter Mühle ist ein Wohnplatz der kreisfreien Stadt Ansbach (Mittelfranken, Bayern). Höfstetter Mühle liegt in der Gemarkung Brodswinden.

## Geografie
Die ehemalige Einöde besteht heute aus sechs Wohngebäuden. Sie liegt am Silberbach. Ein Anliegerweg führt 50 Meter weiter nördlich zu einer Gemeindeverbindungsstraße zwischen Höfstetten (0,3 km westlich) und Wallersdorf (0,6 km östlich).

## Geschichte
Im 16-Punkte-Bericht des Fürstentums Ansbach von 1684 wurde die Mühle erwähnt. Sie lag im Fraischbezirk des brandenburg-ansbachischen Hofkastenamtes Ansbach und hatte wie Höfstetten das Stiftsamt Ansbach als Grundherrn. An diesen Verhältnissen änderte sich bis zum Ende des Alten Reiches nichts. Unter der preußischen Verwaltung (1792–1806) des Fürstentums Ansbach erhielt das Mühlgut bei der Vergabe der Hausnummern die Nr. 2 des Ortes Höfstetten. Von 1797 bis 1808 unterstand der Ort dem Justiz- und Kammeramt Ansbach.
Im Rahmen des Gemeindeedikts wurde Höfstetter Mühle dem 1808 gebildeten Steuerdistrikt Brodswinden und der 1811 gegründeten Ruralgemeinde Brodswinden zugeordnet. Im 19. Jahrhundert gehörten zum Anwesen 4,5 ha Acker- und Wiesenflächen. In den amtlichen Verzeichnissen nach 1885 wird die Höfstetter Mühle als Gemeindeteil nicht mehr aufgelistet.
Am 1. Juli 1972 wurde die Höfstettermühle im Zuge der Gebietsreform in Bayern nach Ansbach eingegliedert.

## Einwohnerentwicklung
| Jahr      | 001818 | 001836 | 001840 | 001861 | 001871 | 001885 |
| Einwohner | 5      | 4      | 5      | *      | 6      | 9      |
| Häuser    | 1      | 1      | 1      |        |        | 2      |
| Quelle    | [ 9 ]  | [ 10 ] | [ 11 ] | [ 12 ] | [ 13 ] | [ 14 ] |

## Religion
Der Ort ist evangelisch-lutherisch geprägt und bis heute nach St. Bartholomäus (Brodswinden) gepfarrt. Die Einwohner römisch-katholischer Konfession sind nach St. Ludwig (Ansbach) gepfarrt.